# Peter Jossen
Peter Jossen (* 26. Januar 1955 in Stalden; heimatberechtigt in Naters) ist ein Schweizer Politiker (SP). 

## Werdegang
Nach der obligatorischen Schule, die er in Naters und Stalden durchlief, besuchte er 1968–70 das Progymnasium Rebstein. 1970–76 war er im Kollegium Brig und erlangte 1976 die Lateinmatura. 1976–80 studierte er in Freiburg im Üechtland Rechtswissenschaften und schloss mit Lizentiat ab. Nach einem einjährigen Praktikum in Sion erhielt er das Notariatsdiplom des Kantons Wallis. Nach einem weiteren Praktikum in Visp erlangte er 1982 sein Anwaltspatent. Seither ist er selbständiger Advokat und Notar und betreibt mit Peter Volken eine Gemeinschaftskanzlei in Brig und Leuk.
1980 war er Gründungsmitglied der Oberwalliser Gruppe Umwelt und Verkehr und 1982 der Sozialdemokratischen Partei Oberwallis, als deren Sekretär er bis 1999 amtierte. 1997–99 war er im Kantonsrat, und von den Wahlen 1999 bis zu den Wahlen 2003 vertrat er den Kanton Wallis im Nationalrat. Von 2001 bis 2013 präsidierte er die Schweizer Wanderwege. Seit 2008 präsidiert er den Verwaltungsrat der bio.inspecta AG in Frick. Ebenfalls unterstützt Peter Jossen den Beirat der SQS (schweizerische Vereinigung für Qualitäts- und Managementsysteme).
Peter Jossen war von 1980 bis 2010 mit Tildi Zinsstag verheiratet. Seit 2011 ist Jossen mit Ruth Genner (* 13. Januar 1956), einer Schweizer Politikerin (Grüne), die unter anderem Nationalrätin und Stadträtin in Zürich war, liiert.

## Politische Ämter
- Grossratssuppleant (1989–1997)
- Grossrat (1997–1999)
- Nationalrat (1999–2003)